# Juan José Ibarretxe
Juan José Ibarretxe Markuartu (Laudio, Álava, 15 de março de 1957) é um político basco, ex-presidente (lehendakari) da comunidade autônoma do País Basco.